# Dieksee
Der Dieksee ist ein See in der Holsteinischen Schweiz.
Er ist 386 ha groß, hat eine maximale Länge von etwa 3,4 km und eine maximale Breite von 1,6 km.
Der See ist bis zu 38 m tief und liegt etwa 22 m ü. NN, er wird von Osten nach Westen von der Schwentine durchflossen. Über diesen Wasserweg ist er mit den anderen Seen der holsteinischen Seenplatte (Kleiner und Großer Eutiner See, dem Kellersee, dem Großen und dem Kleinen Plöner See und dem Ukleisee) verbunden.
Wie die gesamte Holsteinische Schweiz ist auch der Dieksee im Laufe der letzten Eiszeit entstanden. Toteis hat die gebildete Senke konserviert, nach dessen Abschmelzen hat sich der See gebildet.

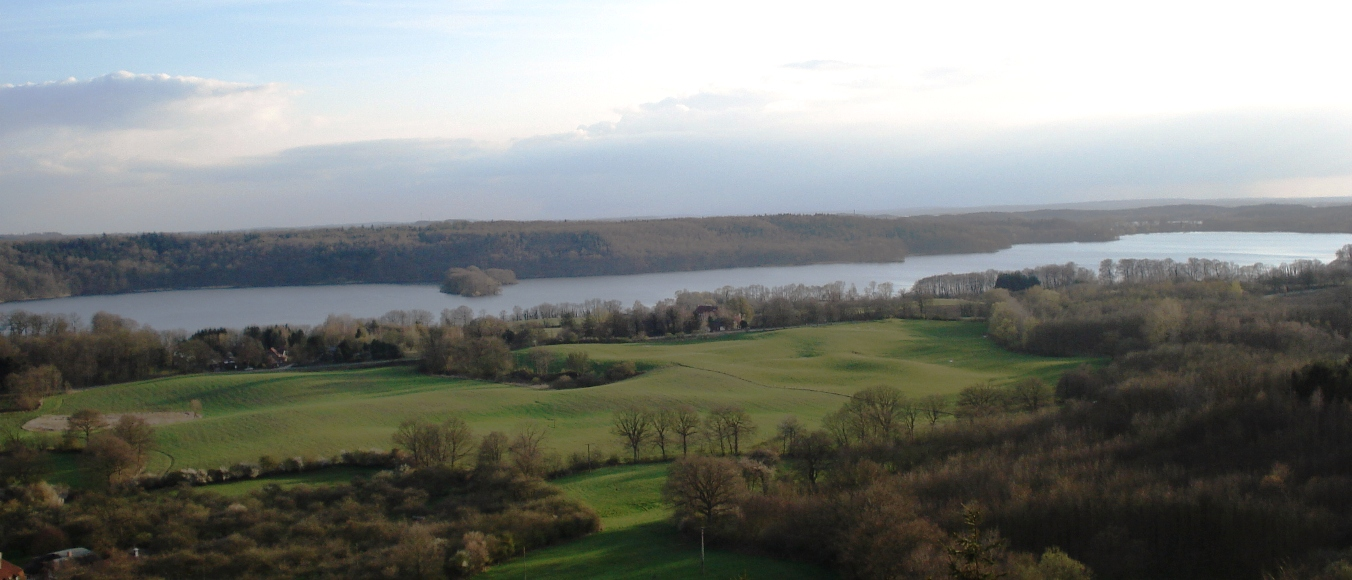
Der Dieksee vom Holzbergturm

Die Nutzung des Sees mit Booten ist erlaubt, Ausflugsschiffe (5-Seen-Fahrt) verbinden die größeren Orte der holsteinischen Seenplatte, in den Orten Malente-Gremsmühlen, Niederkleveez und Timmdorf sind Anlegestellen am Dieksee vorhanden. Der See ist auf einem Rundweg von etwa 12 Kilometern zu Fuß oder mit dem Rad zu umrunden. Vom Holzbergturm hat man einen guten Überblick über den Dieksee, die im See liegenden Inseln Langenwarder und Gremswarder und die anderen Seen in der Region.

## Panorama

Panorama über den Dieksee von der Dieksee-Promenade in Malente-Gremsmühlen (Dezember 2009)